# Kruh
Kruh település Csehországban, Semilyi járásban. Kruh Svojek, Mříčná, Roztoky u Jilemnice és Košťálov településekkel határos. Lakosainak száma 495 fő (2024. január 1.).

## Népesség
A település lakosságának változását az alábbi diagram mutatja:
| Lakosok száma | 1174 | 1241 | 1076 | 763  | 550  | 499  | 477  | 483  | 462  | 495  |
|               | 1869 | 1890 | 1921 | 1950 | 1980 | 2001 | 2017 | 2019 | 2022 | 2024 |